# Sperrins
Les Sperrins ou montagnes Sperrin (en irlandais : Na Speiríní) sont un massif montagneux situé en Irlande du Nord. C’est une des principales zones montagneuses de l'île d'Irlande.
La région des Sperrins est située au centre de l'Irlande du Nord, à l'ouest du Lough Neagh dans le comté de Tyrone en bordure du comté de Londonderry. La région a une population de 150 000 habitants environ.